# Český kalendář
Český kalendář je album Michala Horáčka, které vyšlo jako dvojalbum 29. listopadu 2013 . Jeho písně jsou věnovány jednotlivým měsícům kalendářního roku.

## Vznik alba
Michal Horáček napsal na sedm desítek villonských balad, zveřejnil je a požádal o zhudebnění širokou veřejnost. Získal celkem tisíc různých zhudebnění od autorů známých i neznámých.

## Zastoupení zpěváci
Vojtěch Dyk, Viktor Dyk, Ondřej Ruml, František Segrado, Katarína Koščová, Lucia Šoralová, Szidi Tobias, Lenka Nová, Jiří Zonyga a další.

## Písně z alba
Stanice Radiožurnál zařazuje vybrané skladby do svého vysílání:
- prosinec 2011 Štědrý večer, hudba: Katarína Koščová, zpěv: Katarína Koščová a Vojtěch Dyk.
- leden 2012 až polovina února 2012 Zem ze dna světa čerpá síly, hudba Milan Vyskočányi, zpěv: Szidi Tobias.
- konec února a březen Maturitní ples, hudba: Wendel Dreiseitl, zpěv: Viktor Dyk.
- duben a květen Kdo neskáče, není Čech, hudba: Wendel Dreiseitl, zpěv: Jiří Zonyga.
- červen, červenec : Nepřeberná pokušení, hudba: Petr Hapka, zpěv: František Segrado.
- srpen, září: Vítejte, poutníci, do srdce Evropy, hudba: Lucia Šoralová, zpěv: Lucia Šoralová.
- říjen: Babí léto, hudba: Hynek Koloničný, zpěv: Bára Basiková.

## Divadelní dílny
Součástí projektu byly v roce 2012 jednou za měsíc představení ve Švandově divadle v Praze, kdy zaznívalo celkem okolo dvaceti různých balad, některé jen přednesené, většina zhudebněných.
Projektu kromě Michala Horáčka a kapely Matěje Benka se účastnili jako stálí členové František Segrado, Ondřej Ruml, Petra Hřebíčková, v lednu a únoru Lenka Nová, od března Lucie Šorálová. Každý měsíc je přizván host, v lednu to byla Katarína Koščová, v únoru Lucia Šoralová, v březnu Jan Sklenář, na duben byl plánován Karel Dobrý, ale nakonec hostem byl Ondřej Brzobohatý, v květnu byl Viktor Dyk, v červnu Csongor Kassai, na letním představení v srpnu Szidi Tobias a na zářijovém Bára Basiková. Na říjnové představení byl přítomen Vladimír Merta, na listopadovém Martin Chodúr a na prosincovém Michael Kocáb, Lucia Šoralová, Csongor Kassai, Jan Sklenář, Anička Čtvrtníčková.
Divadelní režie Dodo Gombár, scéna Michaela Hořejší.

## Sbírka básní
Několik desítek vybraných balad vyšlo v dubnu 2012 v knižní podobě pod stejným názvem jako celý projekt: Michal Horáček – Český kalendář.